# فرانتس آلتهایم
فرانتس آلتهایم (به آلمانی: Franz Altheim)(زادهٔ ۶ اکتبر ۱۸۹۸–۱۷ اکتبر ۱۹۷۶) تاریخدان آلمانی بود. در گذر از پژوهش‌های تاریخی‌اش، وی از برای سفری که با هزینهٔ آننربه (اتاق فکر آلمان نازی) و هرمان گورینگ نیز نامور است.
پدر فرانتس تندیس‌سازی از فرانکفورت آم ماین بود که در ۱۹۱۴ پس از آنکه همسرش وی را ترک‌نمود دست به خودکشی زد. در ۱۹۱۷ فرانتس به ارتش امپراتوری آلمان پیوست و به کار ترجمه پرداخت و سپس در عثمانی مستقرشد.
آلتهایم به آموختن باستان‌شناسی و زبان‌شناسی پرداخت و برای پرداخت هزینه‌های تحصیلی‌اش هم کاری در بانک یافت. در ۱۹۲۸ در دانشگاه فرانکفورت مدرس شد. پس از آشنایی با لئو فروبنیوس به همکاری با او پرداخت. در ۱۹۳۸ به یک سفر اکتشافی در خاور میانه رفت و همان سال هم استاد دانشگاه هاله گردید.
او از ۱۹۵۰ به تدریس در دانشگاه آزاد برلین پرداخت. مرگ او در مونستر رخ‌داد.

## آثار
- زرتشت و اسکندر، ترجمهٔ علی نورزاد ۱۳۸۲، نشر سمیر
- نوشته‌هایی در باب تاریخ و فرهنگ اشکانیان، ترجمهٔ هوشنگ صادقی ۱۳۸۹، نشر عیلام
- ساسانیان و هون‌ها، ترجمهٔ هوشنگ صادقی ۱۳۹۳، نشر فرزان روز
- تاریخ اقتصاد دولت ساسانی، ترجمهٔ هوشنگ صادقی ۱۳۸۲، شرکت انتشارات علمی و فرهنگی
- کمک‌های اقتصادی در دوران باستان یا امپراتوری‌های بزرگ و همسایگان آن‌ها، ترجمهٔ امیرهوشنگ امینی ۱۳۷۰، انتشارات آموزش انقلاب اسلامی